# Claudio Costa (sportivo)
Claudio Costa (26 settembre 1963) è un ex atleta paralimpico e paraciclista italiano non vedente.

## Biografia
Nato in una famiglia di origini trentine, all'età di sedici anni si è accorto di avere gravi disturbi agli occhi. Si era manifestata in lui la retinite pigmentosa, malattia degenerativa della retina, e a ventun anni era ormai cieco. Tra le altre risposte ai suoi nuovi problemi, c'è stato anche lo sport, che ha perseguito con costanza e praticando vari tipi di esperienza, per meglio conoscere le sue attitudini.
Ha iniziato con il torball, ma i primi significativi successi sono giunti dall'atletica leggera. Alle Paralimpiadi di Seul nel 1988 ha ottenuto due medaglie nei 400 e negli 800 metri piani; quattro anni dopo, con i compagni di formazione Aldo Manganaro, Sandro Filipozzi e Vincenzo Ciacio, ha raggiunto il bronzo nella staffetta 4×400 metri. Avendo coltivato anche lo sci di fondo e il paraciclismo, alle Paralimpiadi di Atlanta ha gareggiato come paraciclista, guidato in tandem da Patrizia Spadaccini, conquistando due medaglie d'oro. Anche a Sydney 2000 e sempre con Patrizia Spadaccini, è sceso in gara con il tandem, ottenendo una medaglia di bronzo.
Claudio Costa ha ricevuto prestigiosi riconoscimenti per i suoi meriti e per le sue attività organizzative di eventi per ciechi e altri disabili. Oltre alle onorificenze istituzionali, ha avuto l'onore di accendere, nel 2006, la torcia olimpica nella sua città (Vercelli) e, alla cerimonia d'apertura delle Paralimpiadi di Torino, ha portato la bandiera dell'Italia, insieme a sette altri atleti.

## Palmarès

### Atletica leggera
| Anno | Manifestazione     | Sede       | Evento         | Risultato | Prestazione | Note |
| ---- | ------------------ | ---------- | -------------- | --------- | ----------- | ---- |
| 1988 | Giochi paralimpici | Seul       | 100 m piani B1 | 7º        | 12"37       |      |
| 1988 | Giochi paralimpici | Seul       | 400 m piani B1 | Bronzo    | 54"88       |      |
| 1988 | Giochi paralimpici | Seul       | 800 m piani B1 | Argento   | 2'09"16     |      |
| 1992 | Giochi paralimpici | Barcellona | 800 m piani B1 | 5º        | 2'08"66     |      |
| 1992 | Giochi paralimpici | Barcellona | 4×100 m B1-B3  | 4º        | 40"94       |      |
| 1992 | Giochi paralimpici | Barcellona | 4×400 m B1-B3  | Bronzo    | 3'28"44     |      |

### Paraciclismo
1996
- Giochi paralimpici -  Atlanta 1996
  -  Oro nell'Inseguimento individuale open - (guida: Patrizia Spadaccini)
  -  Oro nel Km da fermo open - (guida: Patrizia Spadaccini)[2]

2000
- Giochi paralimpici -  Sydney 2000
  -  Bronzo nello Sprint tandem open - (guida: Serenella Bortolotto)

## Onorificenze
- Tre volte Medaglia al Valore atletico, conferita dal CONI.[3]